# 虎渓用水広場
虎渓用水広場（こけいようすいひろば）は、岐阜県多治見市音羽町1-229にある駅前広場（公園）。
条例に基づく正式名称は多治見駅北広場（たじみえききたひろば）である。
JR多治見駅北口の人々の交流や憩いの拠点、文化・芸術との出会いとの場として設立された広場である。

## 歴史

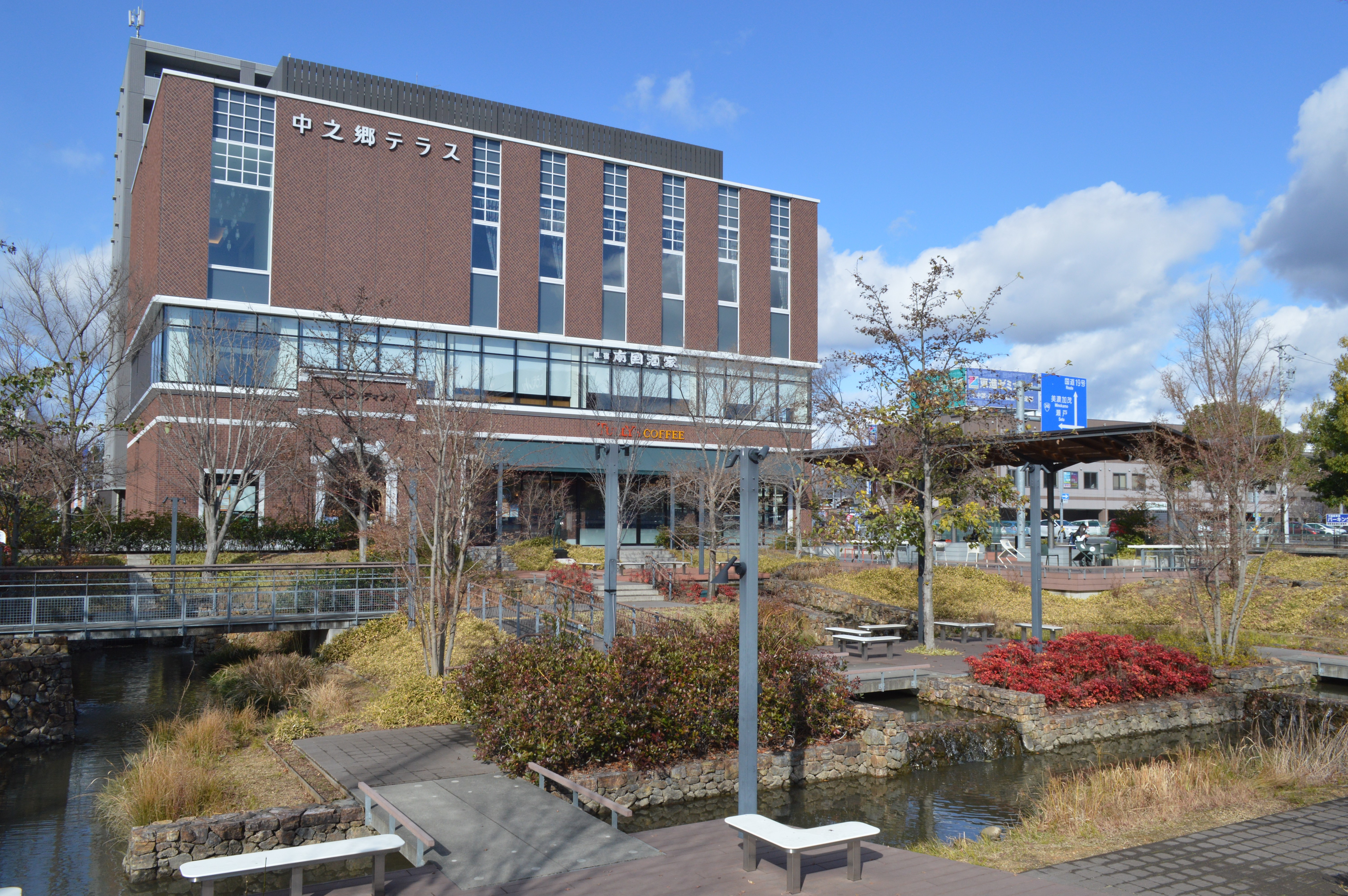
多治見駅北広場と中之郷テラス

- 2016年（平成28年）6月26日 - 開園[1]。
- 2020年（令和2年） - 土木学会デザイン賞優秀賞を受賞[3]。
- 2020年（令和2年） - グッドデザイン賞特別賞を受賞[4]。

## 特色
1902年（明治35年）9月に土岐川から導水して竣工した用水路が虎渓用水である。近世以降の農民の悲願を込めた用水で、村の財産を売り払いながら難工事を経て完成した。用水周辺の田畑に広く水を届け、ときには防水や防疫に使われるなど人々の生活に重要な役割を果たしていた。
多治見市が土地区画整備事業の一環で整備した。多治見市民の意向によって親水性が追加され、農業利用を終えた虎渓用水の活用に至った。毎秒200リットルの水が広場に導かれている。「地域の原風景を駅前に再現して、まちのシンボルに」なるという願いが込められている。

## 周辺施設
- 中之郷テラス
- 多治見市役所駅北庁舎
- JR多治見駅